# Rommel (Schiff)
Der Lenkwaffen-Zerstörer Rommel war ein Kriegsschiff der Bundesmarine und wurde als dritte und letzte Einheit der Lütjens-Klasse in Dienst gestellt. Benannt wurde der Zerstörer nach Generalfeldmarschall Erwin Rommel.

## Geschichte
Die Kiellegung für den Lenkwaffen-Zerstörer DDG 30 als modifizierter Typ der amerikanischen Charles-F.-Adams-Klasse erfolgte am 22. August 1967 in Bath bei den Bath Iron Works.
Im Beisein von Verteidigungsminister Gerhard Schröder fand der Stapellauf des Zerstörers am 1. Februar 1969 statt, nachdem er vorher auf den Namen Rommel durch die Witwe Rommels, Lucie Maria Rommel, getauft worden war. Nach ihrer Fertigstellung wurde die Rommel nach Boston verlegt, dort am 2. Mai 1970 an die Bundesmarine übergeben und anschließend von Fregattenkapitän Klaus-Karl Stange für das 1. Zerstörergeschwader in Kiel in Dienst gestellt.

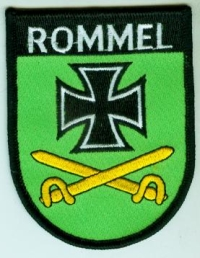
Wappen

Der Zerstörer Rommel bekam bei der Indienststellung die Kennung D 187 und das Funkrufzeichen DBYD zugewiesen. Mit dem 1. Dezember 1981 wurde das Funkrufzeichen in DRAG geändert.
Von August 1979 bis April 1980 fand eine Modernisierung zur Klasse 103A statt. Der Umbau und die Ausrüstung zum Zerstörer der Klasse 103B erfolgte vom April 1985 bis zum März 1986. Anfang 1996 kamen RAM-Starter an Bord.

## Einsätze
Der Zerstörer war mehr als 30 Jahre in Diensten der deutschen Marine und nahm an zahlreichen Übungen im Rahmen der NATO teil, unter anderem regelmäßig als Bestandteil des ständigen Einsatzverbandes der NATO im Atlantik (STANAVFORLANT). Vom 19. April bis zum 24. August 1992 und vom 16. Mai bis zum 29. September 1993 war das Schiff Teil der Standing Naval Force Mediterranean.
Die Rommel gehörte vom 12. bis 16. Oktober 1989 zum ersten deutschen Flottenverband seit 77 Jahren, der einen sowjetischen/russischen Hafen anlief. Zusammen mit dem Versorger Coburg und der Fregatte Niedersachsen lief der Zerstörer den Marinestützpunkt in Leningrad (heute wieder Sankt Petersburg) an.

## Verbleib
Die Rommel wurde am 30. September 1998 aus der Fahrbereitschaft genommen, nachdem unter anderem die Betriebsgenehmigung für die Kesselanlage abgelaufen war. Vom 24. November bis zum 4. Dezember 1998 wurden Waffen und andere Ausrüstung im Marinearsenal Kiel demontiert. Der Zerstörer wurde am 26. April 1999 durch den Nord-Ostsee-Kanal von Kiel nach Wilhelmshaven in das Marinearsenal überführt und dort am 30. Juni 1999 außer Dienst gestellt. Das Schiff diente schließlich als Ersatzteillager für die beiden noch in Dienst befindlichen Schwesterschiffe.
Nachdem die Rommel über die VEBEG für 600.000 Euro an die Firma Eisen & Metall in Hamburg zum Abbruch verkauft wurde, trat sie am 8. Oktober 2004, geschleppt vom Schlepper Thomas de Gauwdief, ihre letzte Reise nach Aliağa in der Türkei an.

## Schwesterschiffe
- Zerstörer Lütjens (D 185), vom 11. August 1967 bis zum 18. Dezember 2003 in Dienst.
- Zerstörer Mölders (D 186), vom 13. April 1968 bis zum 28. Mai 2003 in Dienst.

## Kommandanten

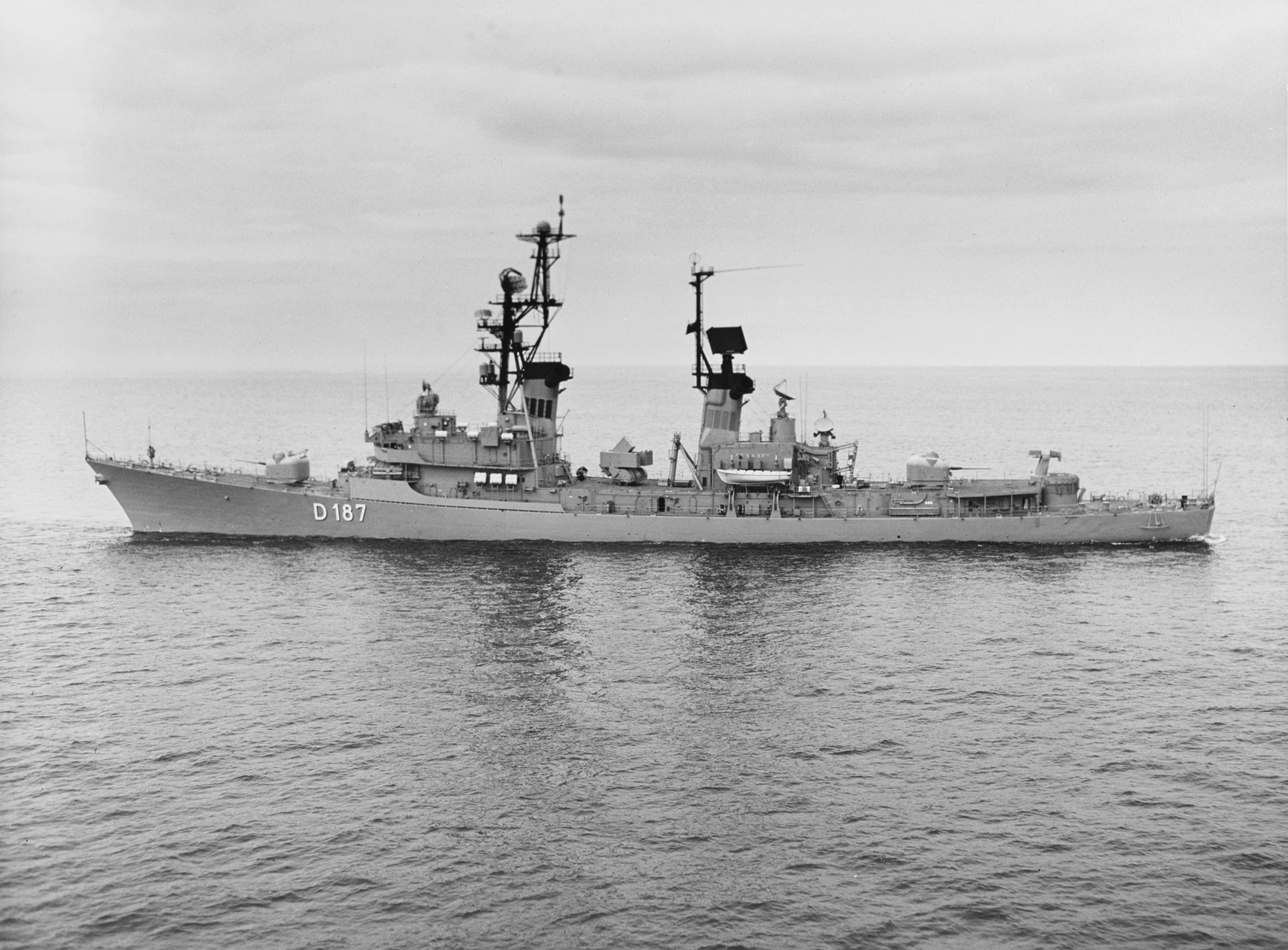
Rommel bei einer Werftprobefahrt, März 1970

| von        | bis        | Dienstgrad       | Name                       |
| ---------- | ---------- | ---------------- | -------------------------- |
| 02.05.1970 | 13.12.1972 | Kapitän zur See  | Klaus-Karl Stange          |
| 04.12.1972 | 31.03.1976 | Kapitän zur See  | Klaus Rehder               |
| 01.04.1976 | 28.06.1979 | Kapitän zur See  | Hans-Jürgen Schäfer        |
| 29.06.1979 | 08.01.1981 | Kapitän zur See  | Rolf Martens               |
| 09.01.1981 | 27.09.1982 | Kapitän zur See  | Wilhelm Reiss              |
| 27.09.1982 | 30.03.1984 | Kapitän zur See  | Jörk-Eckart Reschke        |
| 30.03.1984 | 14.08.1984 | Korvettenkapitän | Hans-Christian Rips (a)    |
| 14.08.1984 | 12.05.1986 | Fregattenkapitän | Klaus-Peter Scholz         |
| 12.05.1986 | 25.03.1988 | Fregattenkapitän | Frank Ropers               |
| 25.03.1988 | 30.05.1990 | Fregattenkapitän | Christoph Diehl            |
| 30.05.1990 | 19.10.1993 | Fregattenkapitän | Hans-Jochen Witthauer      |
| 19.10.1993 | 29.09.1995 | Fregattenkapitän | Georg Freiherr von Maltzan |
| 29.09.1995 | 30.09.1997 | Fregattenkapitän | Markus Krause-Traudes      |
| 30.09.1997 | 30.06.1999 | Fregattenkapitän | Rainer Endres              |

(a) mit der Wahrnehmung der Geschäfte beauftragt

## Verweise